# Chortí-Sprache
Die Chortí-Sprache, auch Ch’orti’ ist die Sprache des indigenen Volks der Chortí in Guatemala, Honduras und El Salvador.

## Klassifikation
Chortí gehört zu den Maya-Sprachen und ist am nächsten mit der Chol-Sprache im mexikanischen Chiapas verwandt. Eine Frühform des Chortí bzw. Ausgangsform des Chol und Chortí wurde von den alten Bewohnern Copáns verwendet und ist die Sprache der dortigen Inschriften. Das aus der Kolonialzeit in einem Vokabular von Fray Francisco Morán (1695) überlieferte Ch'oltí kann als eine Zwischenstufe auf der Entwicklung zum heutigen Ch'ortí gewertet werden.

## Verbreitung
Die Chortí-Sprache wird in den Municipios Jocotán und Camotán im guatemaltekischen Departamento Chiquimula gesprochen. Es gibt noch einige wenige Sprecher im Departamento Copán im Westen von Honduras. Ebenso wurde es im Norden El Salvadors gesprochen, ist aber dort bereits ausgestorben.
Bei der Volkszählung von 2002 in Guatemala gaben 11.734 Personen (0,1 %) Ch’orti’ als Muttersprache an; Sehr viel mehr Personen, nämlich 46.833 (0,4 %) bezeichneten sich als Ch’orti’. SIL International gibt mit 30.000 die Sprecherzahl für Ch’orti’ [caa] im Jahre 2000 deutlich höher als die offizielle Volkszählung an.